# 천안인애학교
천안인애학교는 충청남도 천안시 서북구 성거읍에 있는 공립 특수학교이다. 발달장애인 학생을 위한 교육환경을 만들기 위해 유치원, 초등학교, 중학교, 고등학교, 전공과가 통합된 형태의 학교이다.
2024년 10월 7일 대체공휴일 첫 번째 날이다.
2024년 10월 21일 대체공휴일(재량휴업일) 두 번째 날이다.

## 연혁
- 1991년 1월 29일 : 천안인애학교 설립인가(지적장애 특수학교)
- 1993년 3월 1일 : 초등 6학급, 중학 1학급, 계 7학급 편성
- 1993년 5월 6일 : 천안인애학교 개교
- 1994년 2월 23일 : 초등 1회 졸업
- 1996년 2월 16일 : 중학교 1회 졸업
- 1997년 3월 1일 : 고등학교 3학급 개설
- 1999년 2월 19일 : 고등학교 1회 졸업
- 2000년 3월 1일 : 전공과 1학급 개설
- 2012년 3월 1일 : 학교기업 개관
- 2022년 9월 1일 : 제9대 박병기 교장 취임
- 2025년 2월 7일 : 유치원 24회, 초등 32회, 중학교 30회, 고등학교 27회, 전공과 24회 졸업
- 2025년 3월 4일 : 유치원 1학급, 초등 20학급(병원학교1, 순회학급1), 중학 18학급(순회학급1), 고등 7학급, 전공과 5학급, 계 51학급 편성